# Doninha-japonesa
A doninha-japonesa (Mustela itatsi) é um carnívoro da família Mustelidae. No passado, era frequentemente considerada uma subespécie da doninha-siberiana (Mustela sibirica).

## Descrição

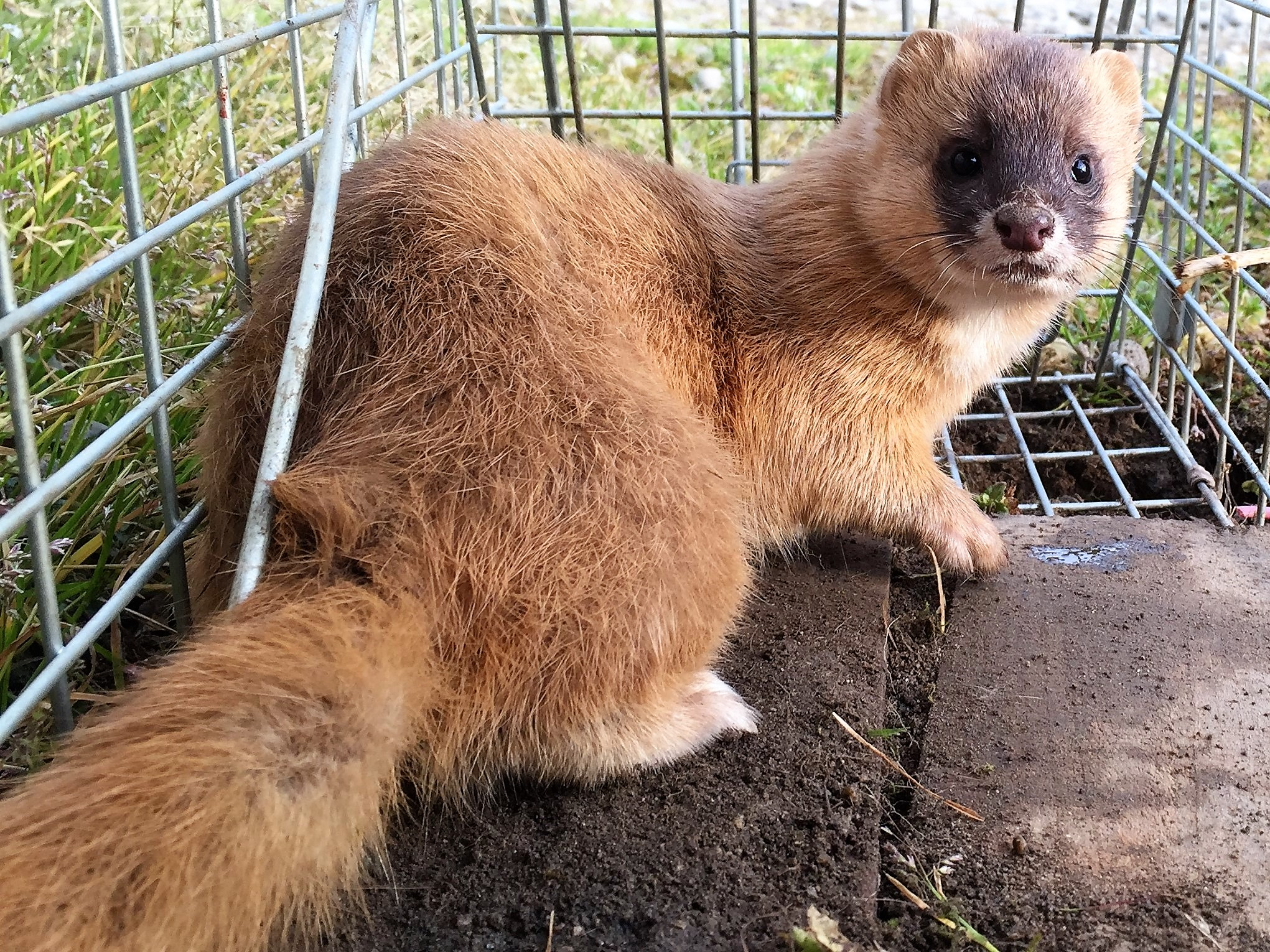
Doninha-japonesa pega em uma armadilha, Hiroshima

Os machos têm comprimento cabeça-corpo de 28 a 39 cm, cauda de 15,5 a 21 cm e peso de 650 a 820 g; quando adultos, pesam quase o dobro das fêmeas. Nas fêmeas, o comprimento cabeça-corpo é de 25 a 30,5 cm, o da cauda é de 13,3 a 16,4 cm e o peso é de 360 a 460 g. A doninha-japonesa tem corpo longo e esguio e pernas curtas. A pelagem de verão é marrom-escura, enquanto a pelagem de inverno é marrom mais clara, quase amarelada. O lábio superior e o queixo são brancos.

## Distribuição e habitat
A distribuição da espécie se estende pelas ilhas japonesas de Honshū, Kyūshū, Shikoku, Sado, Ilhas Oki, Izu Ōshima, Awaji-shima, Shōdoshima, Iki, Ilhas Gotō, Yakushima e Tanegashima. Na década de 1880, a doninha-japonesa também foi introduzida com sucesso em Hokkaidō. Para controlar a população de ratos, também foi introduzido em mais de 50 ilhas, incluindo Sakhalin, Rishiri, Rebun, Miyake-jima, Hachijō-jima, Aogashima, Aoshima (na província de Nagasaki), Kuchino-shima, Nakano-shima, Suwanose -jima, Hira-jima, Akuseki-jima, Kikai-shima, Okinoerabu-jima, Yoronjima (na província de Kagoshima), Zamami, Akajima, Minami-daitō, Kita-daitō, Irabu-jima, Iriomote e Hateruma (na província de Okinawa).
A doninha-japonesa é encontrada em florestas próximas à água, às vezes perto de assentamentos humanos.

## Biologia
A doninha-japonesa tem hábitos solitários e procura comida durante a noite. Alimenta-se principalmente de insetos, peixes, répteis e pequenos mamíferos, incluindo ratos. Complementa esta dieta com frutas no inverno e na primavera, bem como artrópodes e crustáceos no verão e no outono. Pouco se sabe sobre seus hábitos reprodutivos. A época de acasalamento ocorre no final do inverno e os filhotes nascem na primavera.

## Conservação
A doninha-japonesa ainda é bastante numerosa e é classificada como “pouco preocupante” pela IUCN.